# Metis natans
Metis natans är en kräftdjursart som först beskrevs av L. W. Williams 1907.  Metis natans ingår i släktet Metis och familjen Metidae. Inga underarter finns listade i Catalogue of Life.